# Apogonia monticola
Apogonia monticola är en skalbaggsart som beskrevs av Moser 1915. Apogonia monticola ingår i släktet Apogonia och familjen Melolonthidae. Inga underarter finns listade i Catalogue of Life.